# Hadadeser
Denna artikel behandlar Hadadezer bar Rehob. "Hadadeser" kan också syfta på Bar Hadad II.
Hadadeser, Hadadezer bar Rehob, var en arameisk kung och tillsatt i det arameiska riket Aram-Soba. Hadadeser var son och efterträdare till Rehob. Sedan konung Hadadeser kommit till makten ville han utvidga sitt rike österut. Hadadeser kom nu i kamp mot Kung David, står det att läsa i andra kungaboken i Gamla testamentet. 